# Aquapalace Praha
Aquapalace Praha est un parc aquatique situé près de Prague à Čestlice dans la région de Bohême, en République tchèque.

## Histoire

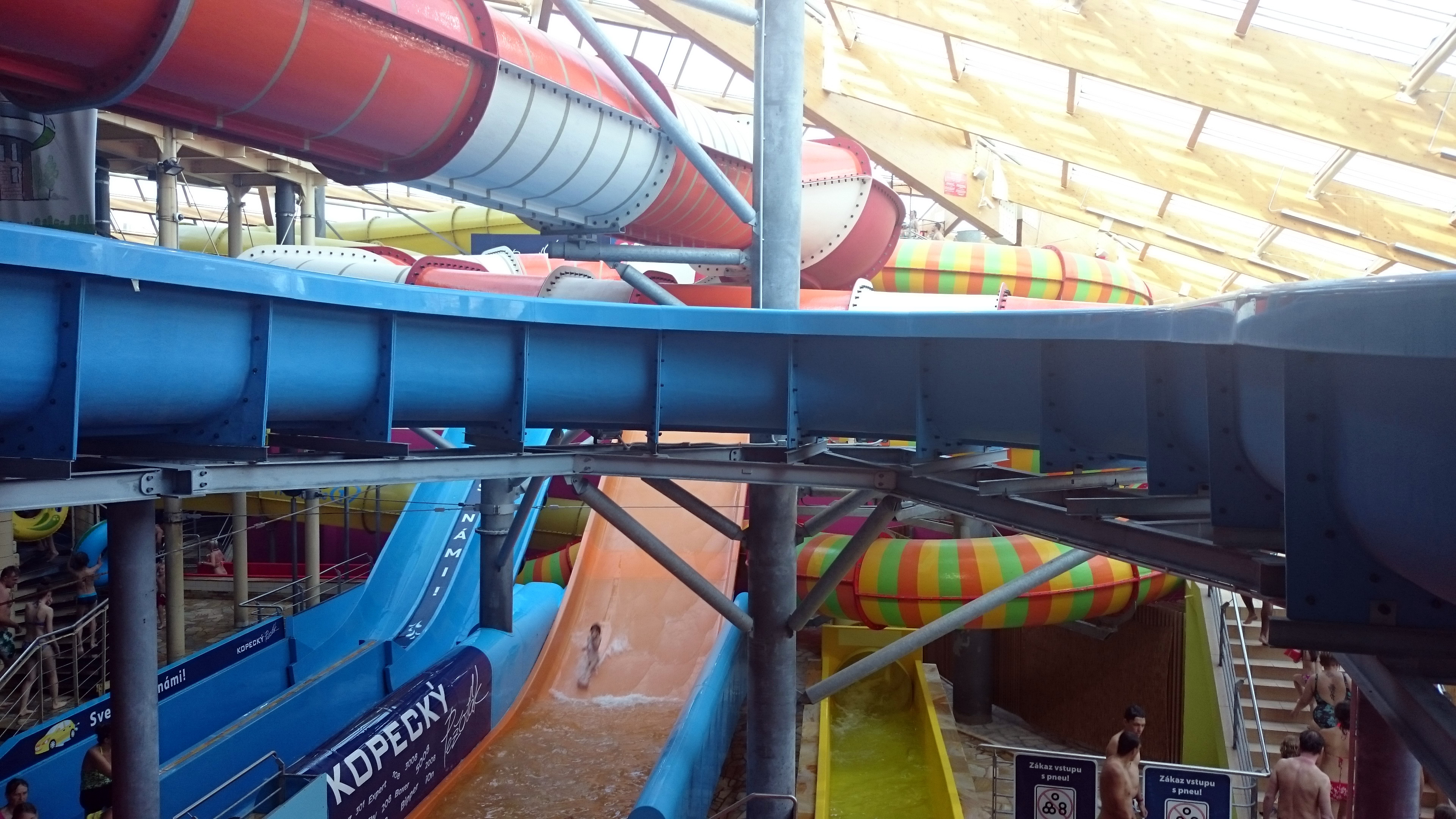
Palais des aventures

Inauguré en 2008, l'Aquapalace Praha est le plus grand parc d'attractions aquatiques couvert d'Europe centrale.

## Attractions
Le parc aquatique principal a 9150 m² et se compose de trois palais: Palais des Trésors, Palais de l'Aventure et Palais de la Relaxation, le "Monde du Sauna" compte 1750 m² supplémentaires. Il contient douze toboggans aquatiques jusqu'à 250 mètres de long (le plus long en Tchéquie), de nombreuses piscines, une rivière d'eau de 450 m de long, des zones thématiques, des vagues artificielles, des jacuzzis, une falaise de plongée, un bar, du bien-être, du fitness ou une physiothérapie. Il y a aussi un hôtel quatre étoiles qui dessert ce parc.